# Яковлев, Иван Дмитриевич
Ива́н Дми́триевич Я́ковлев (5 [18] января 1910, Саввушка, Томская губерния — 26 декабря 1999, Москва) — советский партийный и государственный деятель, первый секретарь Новосибирского обкома КПСС (1949—1955), первый секретарь ЦК КП Казахстана (1956—1957).

## Биография
Родился в крестьянской семье.
Член ВКП(б) с 1928 г. В 1949 г. окончил ВПШ при ЦК ВКП(б).
Работал в Поспелихинском районном комитете ВЛКСМ.
В 1930 г. прибыл в Новосибирск на строительство завода «Сибкомбайн», редактировал многотиражную газету, был секретарём комитета ВЛКСМ, работал в парткоме.
После службы на Тихоокеанском флоте вернулся на завод в партийный комитет.
С 1930 г. на советской и партийной работе:
- 1930—1931 гг. — заведующий отделом агитации и пропаганды Поспелихинского районного комитета ВЛКСМ (Западно-Сибирский край), ответственный секретарь Поспелихинского районного комитета ВЛКСМ (Западно-Сибирский край),
- 1931—1932 гг. — редактор газеты «Даёшь комбайн» (Новосибирск),
- 1932—1933 гг. — секретарь комитета ВЛКСМ «Сибкомбайнстроя» (Новосибирск),
- 1933—1935 гг. — в РККА, заместитель секретаря комитета ВКП(б) комбината № 179 (Новосибирск),
- 1935—1937 гг. — заведующий Кировским районным отделом народного образования, Культурно-просветительским отделом Кировского районного комитета ВКП(б) (Новосибирск),
- 1937—1938 гг. — секретарь комитета ВКП(б) комбината № 179 (Новосибирск),
- 1938—1939 гг. — директор средней школы № 9 (Новосибирск),
- 1939 г. — заведующий Новосибирским городским отделом народного образования,
- 1939—1940 гг. — первый секретарь Кировского районного комитета ВКП(б) г. Новосибирска.

Затем находился на руководящей партийной и государственной работе:
- 1940—1944 гг. — третий, второй секретарь Новосибирского городского комитета ВКП(б), в марте-июле 1941 г. одновременно — председатель исполнительного комитета Новосибирского городского Совета [1],
- 1944—1946 гг. — второй секретарь Новосибирского областного комитета ВКП(б). В годы Великой Отечественной войны курировал работу предприятий оборонной промышленности,
- 1949—1955 гг. — первый секретарь Новосибирского областного комитета ВКП(б)-КПСС,
- 1955—1956 гг. — второй секретарь Центрального комитета КП Казахстана,
- 1956—1957 гг. — первый секретарь Центрального комитета КП Казахстана,
- 1958—1961 гг. — первый секретарь Ульяновского областного комитета КПСС,
- 1961—1964 гг. — председатель исполнительного комитета  Омского городского Совета.

В 1964—1973 гг. — заместитель председателя исполкома Омского областного Совета.
Член ЦК КПСС в 1952—1961 гг. Депутат Верховного Совета СССР 3-5 созывов.
С 1973 г. на пенсии.
Похоронен в Москве на Кунцевском кладбище.

## Награды и звания
- 2 ордена Ленина
- орден Октябрьской Революции (17.01.1980)[3]
- 3 ордена Трудового Красного Знамени
- орден «Знак Почёта»
- медали

## Память
В Новосибирске на здании Художественного музея (Красный проспект 5) установлена мемориальная доска.